# Jodia intermedia
Jodia intermedia är en fjärilsart som beskrevs av Charles Oberthür. Jodia intermedia ingår i släktet Jodia och familjen nattflyn. Inga underarter finns listade i Catalogue of Life.